# Tanquinho
Tanquinho é um município brasileiro do estado da Bahia, localizado na Região Metropolitana de Feira de Santana.

## História
No passado, tropeiros acampavam perto do "Tanque do Gonzaga" e, eventualmente, descobriram outra fonte de água doce próxima ao monte. Surgiram as primeiras casas, feitas inicialmente de taipa e depois de adobes. Em 1870, já existiam cerca de 15 casas. Em 28 de julho de 1879, se tornou um distrito, subordinado ao município de Feira de Santana. Em 14 de agosto de 1958, através da Lei Estadual 1019, Tanquinho se torna um município independente, se separando do município Feira de Santana.

## Geografia
O município se localilza a cerca de 150 km de Salvador e a 36 km de Feira de Santana. A principal via de acesso é a BR-324, a partir de Feira de Santana ou Riachão do Jacuípe. Tanquinho se conecta com os municípios de Candeal (19 km) e Ichu (30 km) através da BA-411.
O Monte da Emancipação, uma elevação rochosa à beira da BR-324 se destaca na paisagem do município, assim como o minadouro, um manancial de água potável, responsável pelo nome do município. No que diz respeito aos biomas presentes, o município abriga dois importantes biomas brasileiros: a caatinga e a Mata Atlântica.

## Demografia
Em 2010, possuía uma população de 8 008 pessoas. A densidade demográfica do município, calculada a partir do número de habitantes e da área da unidade territorial, foi de aproximadamente 36,43 habitantes por quilômetro quadrado em 2010.

### Religião
Em 2010, a maior parte da população do município era constituída por representantes da religião Católica, com um total de 6.727 adeptos. Al religião Evangélica também era representativa, com 811 fiéis, e areligião espírita contava com 72 seguidores.

## Economia
Em relação à economia, o PIB per capita de Tanquinho em 2020 era de R$ 7.342,65, um aumento de 88,21% em relação ao PIB per capita de 2010, que era de R$ 3.901,23.

## Trabalho e Rendimento
Em 2010, cerca de 48% da população de Tanquinho tinha um rendimento nominal mensal per capita de até 1/2 salário mínimo. Em relação ao pessoal ocupado no município em 2020, havia um total de 504 pessoas empregadas. Além disso, em 2020, a população ocupada de Tanquinho representava 6,4% do total da população do município.

## Infraestrutura

### Saúde
Em 2009, o município contava com três estabelecimentos de saúde do Sistema Único de Saúde. Em 2016, os dados indicam um problema enfrentado pela população de Tanquinho, que são as internações por diarreia.

### Educação
Em 2010, a taxa de escolarização de crianças entre 6 e 14 anos alcançou 96%. Ao analisar os anos iniciais do ensino fundamental na rede pública em 2021, apenas 4,3% dos alunos estavam matriculados. Da mesma forma, os anos finais do ensino fundamental na rede pública em 2021 apresentaram uma taxa de matrícula de apenas 3,8%.No que diz respeito às matrículas no ensino fundamental em 2021, foi registrado um total de 1.082 alunos matriculados. No ensino médio, esse número foi significativamente menor, com 276 estudantes matriculados. Quanto aos profissionais da educação, havia 58 docentes atuando no ensino fundamental em 2021 e 21 no ensino médio.